# Eilema conisphora
Eilema conisphora là một loài bướm đêm thuộc phân họ Arctiinae, họ Erebidae.